# Gonodonta uncina
Gonodonta uncina là một loài bướm đêm trong họ Noctuidae.